# Without You (JYONGRIの曲)
「Without You」（ウィズアウト ユー）は、JYONGRIの9thシングル。

## 概要
- 東海テレビ・フジテレビ系昼ドラマ『明日の光をつかめ』の主題歌。
- 初動、累積売上共に前作「無敵な愛」を下回り、CDシングルの史上最低売上を記録した（初動988枚）。

## 収録曲
1. Without You
  - 作詞・作曲：JYONGRI　編曲：KEI KAWANO
2. ストーリー
  - 作詞：JYONGRI　作曲：JYONGRI/FUKUDA KAZUYA　編曲：NAKANISHI RYOSUKE/FUKUDA KAZUYA
3. Without You (Intrumental)
4. ストーリー (Intrumental)